# Rottenbach (Autriche)
Rottenbach est une commune autrichienne du district de Grieskirchen en Haute-Autriche.